# Marko Nikolić (calciatore 1997)
Marko Nikolić (Huddinge, 17 settembre 1997) è un calciatore svedese, centrocampista o attaccante del Vasalund.

## Carriera
È cresciuto prevalentemente nel settore giovanile dell'IFK Haninge/Brandbergen. Ha debuttato nella quinta serie nazionale il 14 settembre 2012, quando ancora non aveva compiuto 15 anni, segnando in quell'occasione anche un gol.
Ha poi trascorso l'annata 2013 nella squadra Under-17 del Djurgården, dove si è messo in mostra con 32 gol in 22 partite.
Nel marzo 2014, a due giorni dall'inizio dell'Allsvenskan, l'AIK ha annunciato di aver trovato un accordo con i rivali del Djurgården per l'acquisizione del sedicenne. Nikolić è stato così aggregato sin da subito alla prima squadra, tanto da collezionare nell'arco di quella stagione 9 presenze in campionato, una nei preliminari di Europa League e una in Coppa di Svezia. Il suo impiego nel corso dell'anno seguente tuttavia non è aumentato, visto che egli è sceso in campo solo in 3 partite di campionato, due nei preliminari di Europa League e due in Coppa di Svezia.
Nel maggio 2016, al fine di fargli trovare maggiore spazio, l'AIK lo ha girato in prestito fino al mese di luglio al Syrianska, squadra militante nella seconda serie nazionale. Qui ha disputato 6 partite, di cui 4 da titolare, realizzando complessivamente una rete. Il giocatore è rientrato all'AIK una volta terminato il prestito, ma il nuovo tecnico Rikard Norling non lo ha comunque mai utilizzato nel resto della stagione. A dicembre, in scadenza di contratto, ha lasciato il club.
Svincolato, nel gennaio 2017 firma un contratto di breve durata con il Westerlo, squadra belga che in rosa aveva un altro giovane attaccante svedese quale Carlos Strandberg. Durante i circa 6 mesi di permanenza in Belgio, Nikolić ha giocato solo una partita di campionato, subentrando dalla panchina nei minuti finali dello 0-0 contro il Waasland-Beveren.
Nel corso dell'estate 2017 torna nel campionato svedese firmando con il Brommapojkarna inizialmente fino a dicembre. Gioca 6 partite partendo dalla panchina in ciascuna di esse, poi a fine anno ha rinnovato per una stagione. La promozione ottenuta dalla squadra rossonera gli ha permesso di tornare a calcare i campi della massima serie nel 2018, annata in cui ha totalizzato 10 presenze in campionato, di cui 4 da titolare, senza però riuscire a trovare mai la via del gol.
In vista della stagione 2019 ha accettato di scendere nella terza serie nazionale accettando la chiamata del Vasalund. In quella stagione ha messo a referto 7 reti in 30 partite, poi è rimasto in squadra anche nel 2020 contribuendo al raggiungimento della promozione in seconda serie con 11 gol in 23 partite.
Il campionato di Superettan 2021 lo ha disputato con i colori dello Jönköpings Södra – squadra di Superettan – a seguito della firma di un contratto triennale. Durante questo periodo ha rispettivamente segnato 3 reti in 24 presenze nella Superettan 2021, 6 reti in 28 presenze nella Superettan 2022 e 3 reti in 29 presenze nella Superettan 2023 che ha visto il club retrocedere in terza serie.
Scaduto il triennale con lo Jönköpings Södra, nel gennaio 2024 Nikolić ha fatto ritorno al Vasalund in terza serie.